# 9K720 Iskander
9K720 Iskander còn gọi Alexandre (tiếng Nga: 9К720 Искандер) là tổ hợp tên lửa đạn đạo chiến thuật do Nga chế tạo. Đây là loại đạn tự hành tàng hình. Kỹ thuật tàng hình áp dụng ở Iskander là kỹ thuật plasma. Nó tạo ra một lớp mây trung tính về điện tích bao quanh quả đạn khiến cho các luồng sóng radar chiếu xạ nó bị hấp thụ và mất khả năng phản hồi. Iskander còn được trang bị một hệ thống điều khiển thông minh cho phép đạn bay lượn linh hoạt. Iskander có tầm hoạt động tối đa là 500 km, độ chính xác cao. Nó có thể mang đầu đạn hạn nhân hoặc đầu đạn thường.
Trong thời kỳ Tổng thống Hoa Kỳ George W. Bush cầm quyền, Hoa Kỳ có kế hoạch triển khai một hệ thống phòng thủ mang tên Lá Chắn (Shield) bố trí tên lửa đánh chặn và radar cả ở những nước láng giềng của Nga như Hungary, Séc và Ba Lan. Phía Nga đã đe dọa đáp trả bằng cách triển khai các tổ hợp Iskander gần biên giới với các nước trên, khiến cho tình hình ngoại giao ở khu vực Đông Âu trở nên căng thẳng.

## Nhiệm vụ
Tổ hợp Tên lửa đường đạn chiến thuật Iskander được thiết kế để phá hủy các loại vũ khí, trung tâm thông tin - chỉ huy, máy bay chiến đấu trú đỗ tại sân bay, các trận địa phòng không và phòng thủ tên lửa, cũng như các mục tiêu trọng yếu khác của đối phương trong suốt chiều sâu chiến dịch và mọi điều kiện khí hậu thời tiết, đồng thời duy trì khả năng chiến đấu trước các loại vũ khí chế áp thông thường, vũ khí chính xác cao, vũ khí hạt nhân - sinh - hoá, vũ khí phòng chống tên lửa và tác chiến điện tử của đối phương.

## Thiết kế

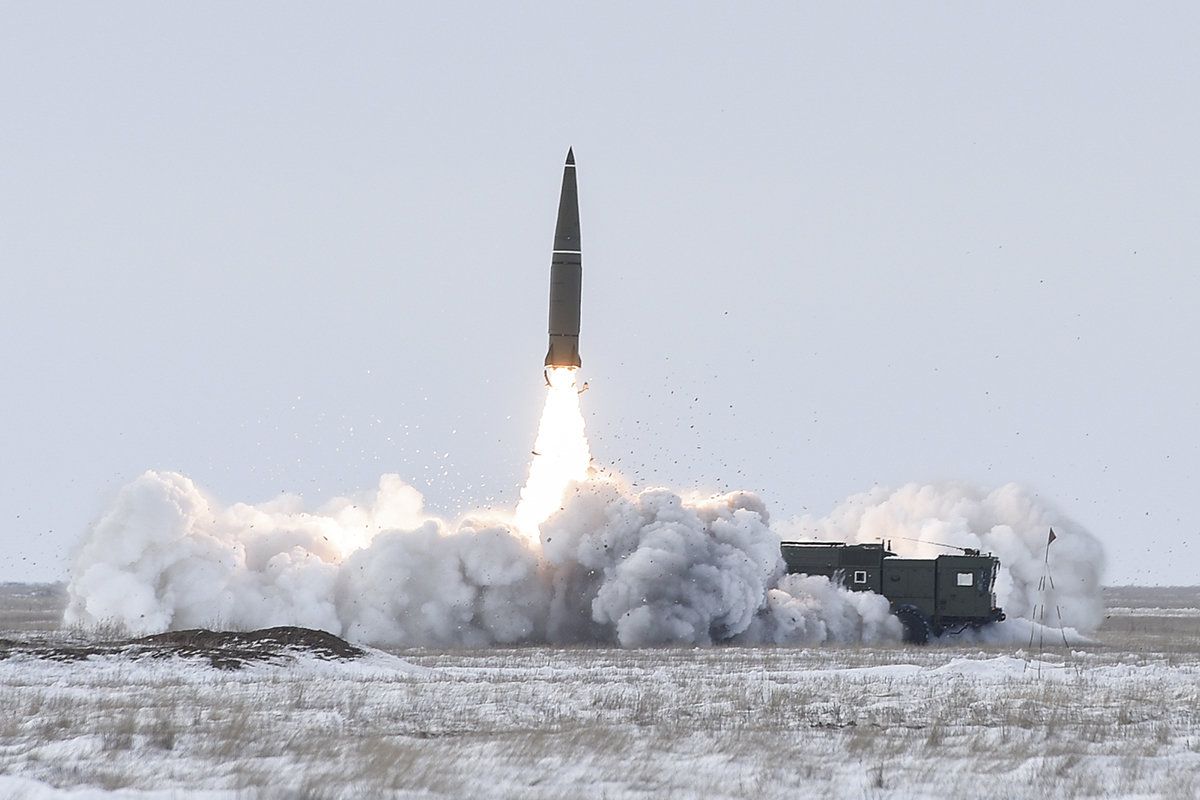
Một buổi phóng tên lửa Iskander-M năm 2018

Iskander ra đời nhằm thay thế cho các dòng tên lửa đạn đạo chiến thuật đời cũ từ thời Liên Xô như OTR-21 Tochka (NATO: SS-21 Scarab) và OTR-23 Oka (NATO: SS-23 Spider). Đây là loại tên lửa đạn đạo chiến thuật có khả năng tàng hình. Kỹ thuật tàng hình áp dụng ở Iskander là kỹ thuật plasma, nó tạo ra một lớp mây trung tính về điện tích bao quanh quả đạn khiến cho các luồng sóng radar chiếu xạ nó bị hấp thụ và mất khả năng phản hồi. Iskander còn được trang bị một hệ thống điều khiển thông minh cho phép tên lửa thay đổi quỹ đạo bay một cách linh hoạt để né tránh tên lửa phòng không của đối phương. Iskander có tầm bắn ít nhất là 500 km, độ chính xác cao, một số phiên bản còn có thể đánh trúng mục tiêu di động như tàu chiến. Nó có thể mang đầu đạn hạn nhân chiến thuật hoặc đầu đạn thông thường.
Tổ hợp tên lửa đạn đạo chiến thuật Iskander được thiết kế để phá hủy các loại vũ khí, khí tài, trung tâm thông tin - chỉ huy, máy bay chiến đấu trú đỗ tại sân bay, các trận địa phòng không và phòng thủ tên lửa, cũng như các mục tiêu trọng yếu khác của đối phương ở mọi thời điểm trong suốt chiều sâu chiến dịch và mọi điều kiện khí hậu thời tiết, đồng thời duy trì khả năng chiến đấu trước các loại vũ khí chế áp thông thường, vũ khí chính xác cao, vũ khí hạt nhân - sinh - hoá, vũ khí phòng chống tên lửa và tác chiến điện tử của đối phương.
Đây là loại tên lửa 1 tầng, nhiên liệu rắn, được điều khiển trong suốt quá trình bay. Nó có chiều dài 7,2m, đường kính thân đoạn lớn nhất là 0,95m. Iskander có 2 phiên bản, loại chuyên dùng cho xuất khẩu là Iskander-E, loại trang bị cho Quân đội Nga là Iskander-M. Phiên bản xuất khẩu Iskander-E có tầm bắn tối đa 280 km, tối thiểu 50 km và mang đầu đạn 480 kg; phiên bản nội địa Iskander-M có tầm bắn tối thiểu 500 km và mang đầu đạn nặng 700 kg.
Một hệ thống tên lửa đạn đạo chiến thuật Iskander-M bao gồm tổng cộng 51 xe: 12 xe mang phóng; 12 xe tải vận chuyển hàng hóa; 11 xe chỉ huy và chở binh sĩ; 14 xe hậu cần vận chuyển đầu đạn, nhiên liệu tên lửa và phụ tùng thay thế; 1 xe kỹ thuật và bảo trì; 1 xe xử lý thông tin dẫn đường chính xác cho tên lửa và chuyên chở các thiết bị khác. Hệ thống Iskander có khả năng tác chiến tốt trong những điều kiện khí hậu khắc nghiệt, nhiệt độ trong khoảng ±50 °C, xe phóng có thể triển khai tại mọi địa hình như đồi núi, đồng bằng, đầm lầy, bãi bồi, cát lún hay băng tuyết. Mỗi quả tên lửa Iskander có vòng đời khoảng 10 năm (vòng đời cơ bản, chưa tính nâng cấp), hoạt động liên tục trong 3 năm mà không cần bảo dưỡng lớn.

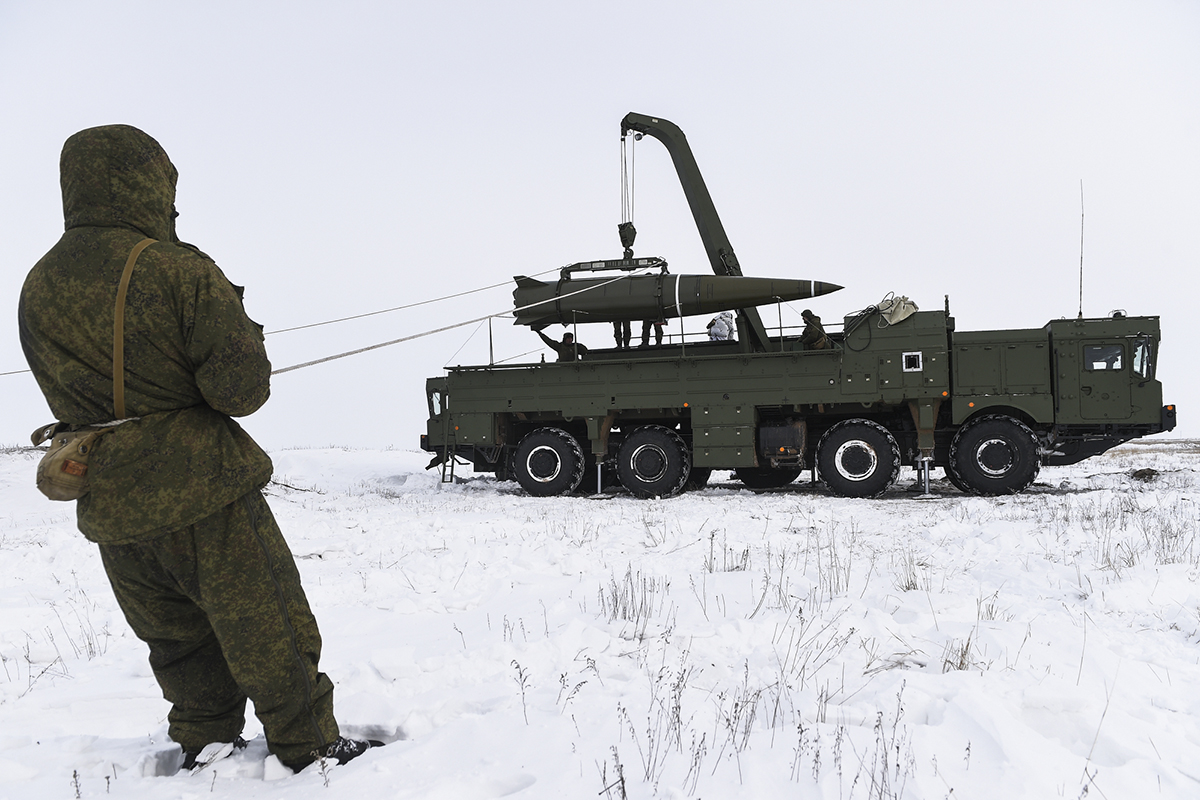
Hệ thống tên lửa Iskander-M đang nạp tên lửa tại bãi thử nghiệm Kapustin Yar năm 2018

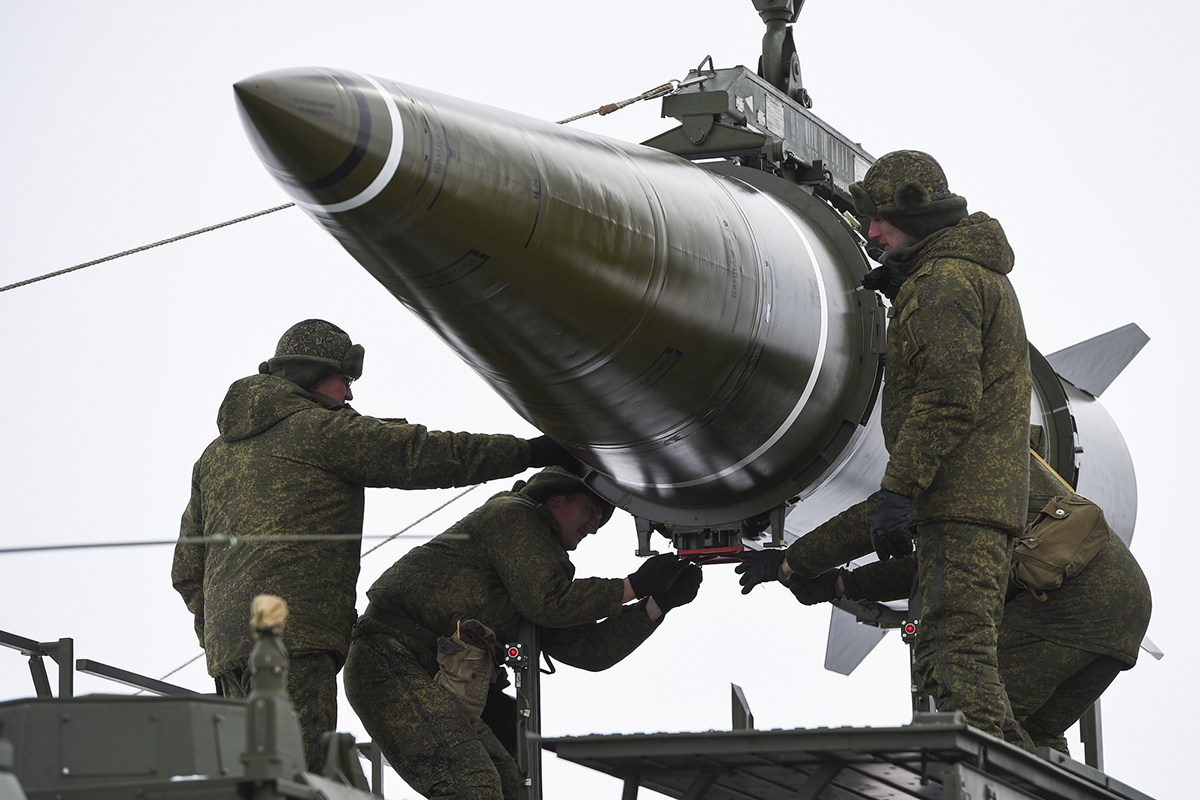
Cận cảnh tên lửa của hệ thống Iskander-M tại bãi thử nghiệm Kapustin Yar

Thực ra, độ chính xác của Iskander-M (phiên bản dành riêng cho Quân đội Nga) vẫn được giữ bí mật. Các số liệu thường được trích dẫn nhất là tầm bắn 500 km, và đầu đạn nặng 700 kg. Tuy nhiên, giáo sư Stefan Forss đã lưu ý vào năm 2012 rằng các con số không chính thức cho thấy Iskander-M có tầm bắn thực tế là 500–750 km, và ông cũng nói rằng một số nguồn của Nga đã ám chỉ về một kiểu đầu đạn xuyên phá nặng khoảng 1.300 kg của Iskander (lưu ý tầm bắn hơn 700 km có thể không đạt được nếu tên lửa mang đầu đạn nặng như vậy trong cấu hình hiện tại). Trong tương lai, các cải tiến cho phép tăng tầm bắn từ 500–750 km như hiện nay lên đến cả 1.000 km, thậm chí xa hơn nữa.
Tên lửa Iskander kết hợp nhiều phương thức dẫn đường và điều khiển như: dẫn đường bằng ảnh vệ tinh GPS/GLONASS và điều khiển quán tính trên đường bay. Khi chỉ dẫn đường và điều khiển bằng quán tính, sai số mục tiêu ở khoảng cách 280 km là 30 mét, còn khi sử dụng điều khiển kết hợp cả định vị vệ tinh và quán tính, sai số chỉ khoảng 2 mét.
Hệ thống định vị có khả năng liên kết thu thập các thông tin mục tiêu từ tất cả các phương tiện trinh sát trên không, mặt đất và vệ tinh. Thời gian để hệ thống triển khai chiến đấu chỉ mất 2 phút, và chỉ 10 giây sau khi phóng là nó đã hoàn tất các nội dung công việc phức tạp, bao gồm: xác định điểm phóng, tính toán tham số đường bay, đầu dẫn quang học rà soát xong các thông tin địa hình, địa vật. Đầu dẫn quang học của tên lửa (giai đoạn cuối phối hợp thêm định vị vệ tinh hoặc các phương tiện truyền dẫn số liệu trinh sát trên không, trên mặt đất) có thể hoạt động tốt trong điều kiện đêm tối và nhiễu điện từ dày đặc.
Iskander có đầu đạn dạng chùm, đầu đạn mẹ chứa 54 đầu đạn con, có thể mang 10 loại đầu đạn khác nhau: đầu đạn nổ phá; đầu đạn xuyên thép để chống tăng - thiết giáp; đầu đạn cassette có lắp các bộ phận tự tìm mục tiêu để chống xe tăng; đầu đạn xuyên boong ke, hầm ngầm; đầu đạn nhiệt áp chống bộ binh; đầu đạn xung điện từ (để phá vỡ, đốt cháy các công trình điện, điện tử, các hệ thống máy tính...) Phiên bản Iskander-M dành riêng cho Quân đội Nga còn có thể được trang bị cả đầu đạn hạt nhân chiến thuật.
Không chỉ có tầm bắn xa và độ chính xác cao, Iskander còn có khả năng tàng hình để tăng khả năng xuyên qua hệ thống phòng không của đối phương. Ngoài lớp sơn phủ bên ngoài bằng vật liệu phức hợp đặc biệt, Iskander còn có kết cấu ngoại hình rất độc đáo: sau khi phóng nó nhanh chóng vứt bỏ các bộ phận lồi ra bên ngoài như: mấu, móc, khớp (để kết nối cơ học với hệ thống phóng) làm cho tên lửa tròn nhẵn hơn, giảm diện tích phản xạ sóng radar khiến cho các loại radar của đối phương gặp khó khăn trong việc phát hiện ra nó.
Ở phiên bản Iskander-K, tổ hợp được trang bị hai tên lửa hành trình tầm xa 3M-54 Klub, cho phép tiêu diệt không chỉ những cơ sở hạ tầng trên mặt đất của đối phương mà còn cả những mục tiêu trên biển ở cự ly tới 2.500 km.
Sở dĩ tầm bắn của Iskander-M bị giới hạn ở mức 500 km nhằm tuân thủ điều khoản của Hiệp ước Các lực lượng hạt nhân tầm trung (Hiệp ước INF) kí kết từ thời kỳ Chiến tranh Lạnh giữa Mỹ và Liên Xô, theo đó 2 bên không được triển khai các loại tên lửa đạn đạo và tên lửa hành trình bố trí trên mặt đất có tầm bắn vượt quá 500 km. Nhưng khi Tổng thống Mỹ Donald J. Trump tuyên bố rút nước này khỏi Hiệp ước INF vào năm 2019 thì Nga hoàn toàn có thể đáp trả bằng cách tăng tầm bắn cho Iskander-M. Ngày 9/1/2020, Nga đã tiến hành phóng thử nghiệm Iskander-M từ Thao trường Kasputin Yar tới mục tiêu giả định trong lãnh thổ Kazakhstan, theo dữ liệu được Bộ Quốc phòng Kazakhstan cung cấp thì tên lửa đã bay xa 627 km, cho thấy Nga đã bắt đầu tiến hành cải tiến tăng tầm bắn cho Iskander-M.
Năm 2020, một phiên bản mới của Iskander được thử nghiệm với đầu dẫn kiểu mới (có lẽ là đầu dẫn radar chủ động hoặc quang học - hồng ngoại). Đầu dẫn kiểu mới kết hợp với khả năng thay đổi quỹ đạo bay giúp cho phiên bản Iskander mới này có thể đánh trúng các mục tiêu đang di động như tàu chiến, các đội hình tăng - thiết giáp đang di chuyển (các tên lửa đạn đạo kiểu cũ chỉ đánh trúng được mục tiêu cố định). Vận tốc cực cao, tính năng tàng hình kết hợp với khả năng đánh trúng mục tiêu di động của Iskander phiên bản mới giúp nó trở thành một tên lửa chống hạm rất lợi hại. Theo tính toán, 1 tên lửa nặng 3 tấn, bổ nhào xuống mục tiêu với vận tốc 2,1 km/giây như Iskander sẽ tạo ra động năng đạt tới 13,2 tỷ joules (tương đương sức nổ của 2,8 tấn thuốc nổ TNT). Với sức mạnh động năng này, chỉ cần 1 quả Iskander trúng đích cũng có thể bẻ gãy đôi hoặc làm hư hại nặng cả 1 tàu sân bay cỡ lớn, ngay cả khi đầu đạn của nó chưa phát nổ.

### Khả năng thay đổi quỹ đạo bay
Trong quá trình bay, Iskander có thể liên tục cơ động, thay đổi quỹ đạo bay so với hướng phóng ban đầu. Quỹ đạo đường bay của Iskander không phải là đường parabol cố định như tên lửa đạn đạo thông thường, mà là quỹ đạo điều khiển học. Một hệ thống điều khiển thông minh cho phép tên lửa luôn luôn thay đổi quỹ đạo bay, cơ động liên tục trên giai đoạn tăng tốc và giai đoạn cuối tiếp cận mục tiêu – với tải trọng G tối đa lên tới 20 - 30G.
Khả năng thay đổi quỹ đạo bay liên tục và bước đột phá lớn trong thiết kế tên lửa đạn đạo trên thế giới, ở thời điểm năm 2010 thì Iskander là tên lửa đạn đạo duy nhất trên thế giới có khả năng này. Một số loại tên lửa đạn đạo khác, như Pershing II của Mỹ, chỉ có khả năng hiệu chỉnh đường bay của riêng phần đầu đạn trong quá trình bổ nhào giai đoạn cuối (đầu đạn có gắn ống phụt, cánh lái để điều chỉnh vị trí rơi, phương thức này chỉ có giới hạn ngoặt góc là vài độ nên quỹ đạo rơi của đầu đạn Pershing II không thay đổi nhiều), còn quá trình bay giai đoạn đầu và giữa của toàn bộ quả tên lửa Pershing II thì vẫn theo đường parabol cố định. Khả năng của Iskander thì cao cấp hơn hẳn: toàn bộ quả tên lửa có thể thay đổi quỹ đạo liên tục trong mọi giai đoạn bay nhờ vào động cơ đẩy điều khiển vector, và có thể bẻ ngoặt góc rất lớn để thay đổi hẳn quỹ đạo bay (đang lao xuống rồi lại ngóc lên, đang bay thẳng rồi lại ngoặt hẳn 90 độ sang trái - phải), đây là khả năng cơ động đáng kinh ngạc mà Pershing II không thể nào có được.
Nguyên lý hoạt động của các hệ thống phòng thủ chống tên lửa đạn đạo hiện nay là: radar phát hiện tên lửa đạn đạo của đối phương bắn tới rồi truyền thông số cho máy tính, sau đó máy tính có thể dựa trên tốc độ, hướng bay của tên lửa đạn đạo để tính toán tọa độ đánh chặn cho các tên lửa phòng không (do tên lửa đạn đạo thường có quỹ đạo theo hình dạng parabol cố định). Nhưng Iskander là tên lửa đạn đạo kiểu mới, nó không bay theo quỹ đạo parabol cố định mà có thể thay đổi quỹ đạo bay liên tục, do đó các hệ thống phòng thủ tên lửa của đối phương không thể tính toán được quỹ đạo bay của nó, khiến việc đánh chặn gần như là bất khả thi.
Trong giai đoạn cuối của hành trình bay, khi Iskander tiến vào phạm vi đánh chặn của các loại tên lửa phòng không như MIM-104 Patriot PAC-3 (có tầm bắn khoảng 30–35 km), Iskander có khả năng thực hiện các động tác thay đổi quỹ đạo bay đột ngột để tránh né, đồng thời bắn ra 10 đầu đạn giả bằng công nghệ phản xạ kim loại đa diện, trong khi vẫn giữ được vận tốc siêu vượt âm khoảng 2.100 m/s (gấp 6 lần vận tốc âm thanh). Do vậy, theo lý thuyết khả năng đánh chặn được Iskander là rất thấp.

## Lịch sử chiến đấu
Với tầm bắn xấp xỉ 500 km, mỗi tên lửa trong tổ hợp có thể mang đầu đạn thông thường (sức công phá tương đương các loại vũ khí hạt nhân, nhưng không gây ô nhiễm phóng xạ) hoặc đầu đạn liên hoàn gồm 54 đơn vị nổ với các chức năng khác nhau như xuyên phá, nổ phá sát thương, nổ phá hủy diệt công trình, v.v.
Năm 2008, Nga đã tung 4 tổ hợp Iskander-M tấn công vào các căn cứ của Gruzia. Có nguồn tin cho rằng tại Gori, 1 quả tên lửa Iskander đã đánh trúng nơi tập kết một tiểu đoàn xe tăng của Gruzia, phá hủy liền một lúc 28  chiếc xe tăng.
Tại cuộc chiến tranh Nga và Ukraine giai đoạn từ năm 2022 , tổ hợp Iskander đã liên tục được Nga sử dụng từ đầu cuộc chiến trong đó rất nhiều video phía Nga công bố quay được từ các UAV trinh sát cho thấy tên lửa Iskander-M đã phá hủy nhiều cơ sở chỉ huy, sân bay, trang thiết quân sự giá trị cao của Ukraine, bao gồm cả những hệ thống phòng không MIM-104 Patriot, các khẩu đội pháo phản lực HIMARS khi đang ở nơi ẩn nấp, nhà kho tập kết, đội hình lính, sân bay... Hầu hết các mục tiêu đều bị phía Nga dùng UAV trinh sát từ trước, sau khi mục tiêu về nơi ẩn nấp và ổn định vị trí, phía Nga tấn công bằng Iskander-M để đảm bảo mục tiêu không có thời gian chạy thoát. Một số trường hợp Iskander-M được gắn đầu đạn chùm hoặc kích nổ trên không để tăng tối đa diện tích phá hủy. 
Phía Ukraine trong thống kê hiệu quả đánh chặn tên lửa của Nga cho thấy họ rất ít khi đánh chặn được tên lửa Iskander-M do đây là loại tên lửa tàng hình bay theo đường đạn đạo, trang bị mồi bẫy. Ngay cả những mục tiêu được bảo vệ bởi những hệ thống phòng không MIM-104 Patriot hiện đại của Mỹ tại thủ đô Kiev cũng đã bị Iskander phá hủy. Tính đến tháng 9/2024, đã có ít nhất 2 tổ hợp Patriot bị Iskander đánh trúng được xác nhận qua video, trong mỗi lần tên lửa Iskander đểu phá hủy cả xe radar và xe chỉ huy (khi mất 2 xe này thì toàn bộ hệ thống Patriot cũng mất khả năng chiến đấu).

## Cấu hình tổ hợp
• Các xe mang phóng tự hành 9P78E.
• Các xe chở đạn 9T250E.
• Xe chỉ huy.
• Xe đảm bảo tham số phóng.
• Xe bảo dưỡng kỹ thuật.
• Xe hỗ trợ khác.

## Đặc điểm
• Có khả năng tác chiến cao trong môi trường tác chiến điện tử dày đặc của đối phương.
• Tên lửa có hệ số sẵn sàng chiến đấu cao trong quá trình chuẩn bị phóng.
• Cập nhật tự động phần tử bắn, nhiệm vụ và tham số phóng cho xe mang phóng trước khi tới vị trí triển khai.
• Khả năng di chuyển và cơ động chiến lược cao do thiết kế tương thích với nhiều loại hình phương tiện vận chuyển khác nhau.
• Kênh chỉ huy - thông tin tác chiến đồng bộ giữa các phân đội chiến đấu trong tổ hợp.
• Vận hành dễ dàng và tuổi thọ phục vụ cao.
Tất cả các xe trang bị trong hệ thống Iskander đều là xe việt dã bánh hơi hoạt động trên mọi địa hình và có khả năng cơ động cao. Đạn tên lửa là loại một tầng dùng thuốc phóng rắn, dẫn quán tính trong suốt đường đạn với đầu dò quang tuyến dùng cho pha cuối, mang theo đầu nổ liền khối dạng chùm đạn, phá mảnh hoặc xuyên phá.

## Thông số kỹ thuật (Iskander-E)
Tầm bắn (km):
- Tối đa: 280.
- Tối thiểu: 50.
Bán kính vòng đồng xác suất trúng đích (m):
- Tự dẫn quán tính: 30-70.
- Kèm với đầu dò quang học: 5-7.
Trọng lượng đạn tên lửa chờ phóng (kg): 3.800.
Trọng lượng đầu nổ (kg): 480.
Số tên lửa trên mỗi xe phóng (quả): 2.
Khung gầm: xe việt dã bánh hơi.
Thời gian triển khai (phút):
- Từ vị trí bắn: 4.
- Từ sau chặng hành quân: 16.
Dải nhiệt độ hoạt động (oC): ±50.
Giá bán ước tính:
- Tổ hợp hoàn chỉnh: $ 30.000.000.
- Đạn tên lửa: $ 5.000.000.